# Duinspinnendoder
De duinspinnendoder (Aporinellus sexmaculatus) is een vliesvleugelig insect uit de familie van de spinnendoders (Pompilidae). De wetenschappelijke naam van de soort is voor het eerst geldig gepubliceerd in 1805 door Spinola.